# Zuraide
Zuraide (en francès i oficialment Souraïde) és un municipi d'Iparralde al territori de Lapurdi, que pertany administrativament al departament dels Pirineus Atlàntics (regió de la Nova Aquitània).
Limita al nord amb la comuna d'Uztaritze, a l'est amb Ezpeleta, a l'oest amb Senpere i al sud amb Ainhoa. Durant la Revolució Francesa, la llei del 4 de març de 1790 que va promulgar el Directori va rebatejar la localitat amb el nom de Mendialde.

## Demografia
| 1901 | 1962 | 1968 | 1975 | 1982 | 1990 | 1999 |
| ---- | ---- | ---- | ---- | ---- | ---- | ---- |
| 479  | 482  | 548  | 620  | 777  | 937  | 1082 |
|      |      |      |      |      |      |      |